# Spoorlijn 68
Lijn 68 was een spoorlijn gelegen in Henegouwen. De lijn vanuit Komen (België) liep voor één kilometer over Belgisch grondgebied om vervolgens de Leie over te steken naar de Franse gemeente Komen (Frankrijk).

## Geschiedenis
De lijn werd geopend op 15 juni 1876 door de Compagnie des chemins de fer du Nord met het lijnnummer 70. Grensoverschrijdend reizigersverkeer werd opgeheven in 1955 en in 1963 is de lijn gesloten.

## Aansluitingen
In de volgende plaatsen was er een aansluiting op de volgende spoorlijnen:
Komen
Spoorlijn 67 tussen Komen en Le Touquet
Spoorlijn 69 tussen Y Kortrijk-West en Abele
Komen grens
RFN 296 000 tussen La Madeleine en Comines-France

## Galerij

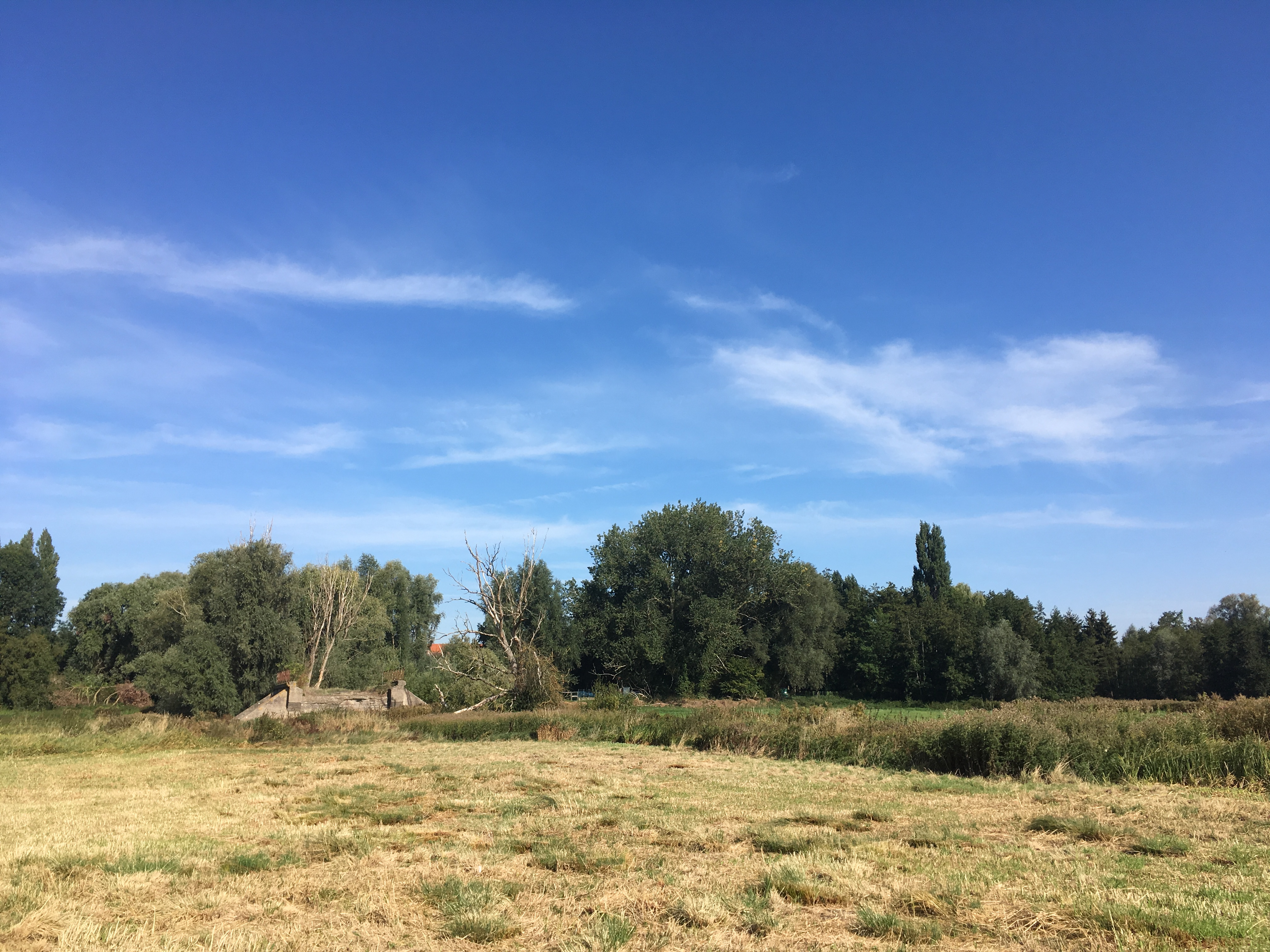
Restanten van spoorlijn 68 in het landschap ter hoogte van de Leie.
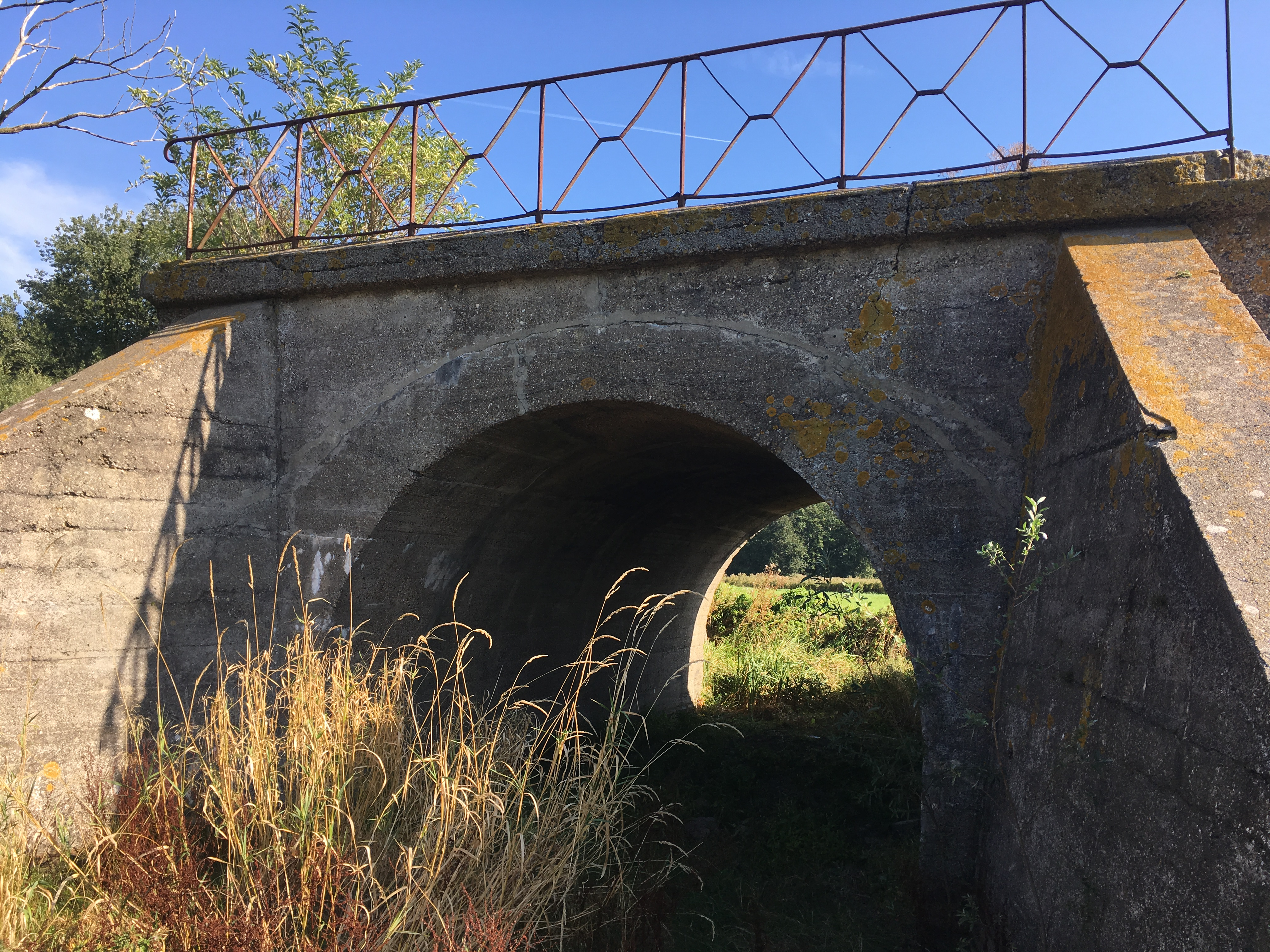
Spoorwegbrug van de voormalige spoorlijn.